# Dolichopus bisetulatus
Dolichopus bisetulatus är en tvåvingeart som beskrevs av Negrobov 1977. Dolichopus bisetulatus ingår i släktet Dolichopus och familjen styltflugor. Inga underarter finns listade i Catalogue of Life.